# Scata
Scata ist eine Gemeinde im französischen Département Haute-Corse auf der Insel Korsika. Sie gehört zum Kanton Casinca-Fiumalto im Arrondissement Corte. Die Bewohner nennen sich Scatois oder Scatinchi.

## Geografie
Scata liegt in der Castagniccia auf ungefähr 250 Metern über dem Meeresspiegel. Nachbargemeinden sind La Porta und Piano im Nordosten, San-Gavino-d’Ampugnani im Osten, San-Damiano im Süden und Ficaja im Westen.

## Bevölkerungsentwicklung
| Jahr      | 1962 | 1968 | 1975 | 1982 | 1990 | 1999 | 2008 | 2016 |
| --------- | ---- | ---- | ---- | ---- | ---- | ---- | ---- | ---- |
| Einwohner | 129  | 116  | 59   | 45   | 32   | 44   | 42   | 47   |

## Sehenswürdigkeiten

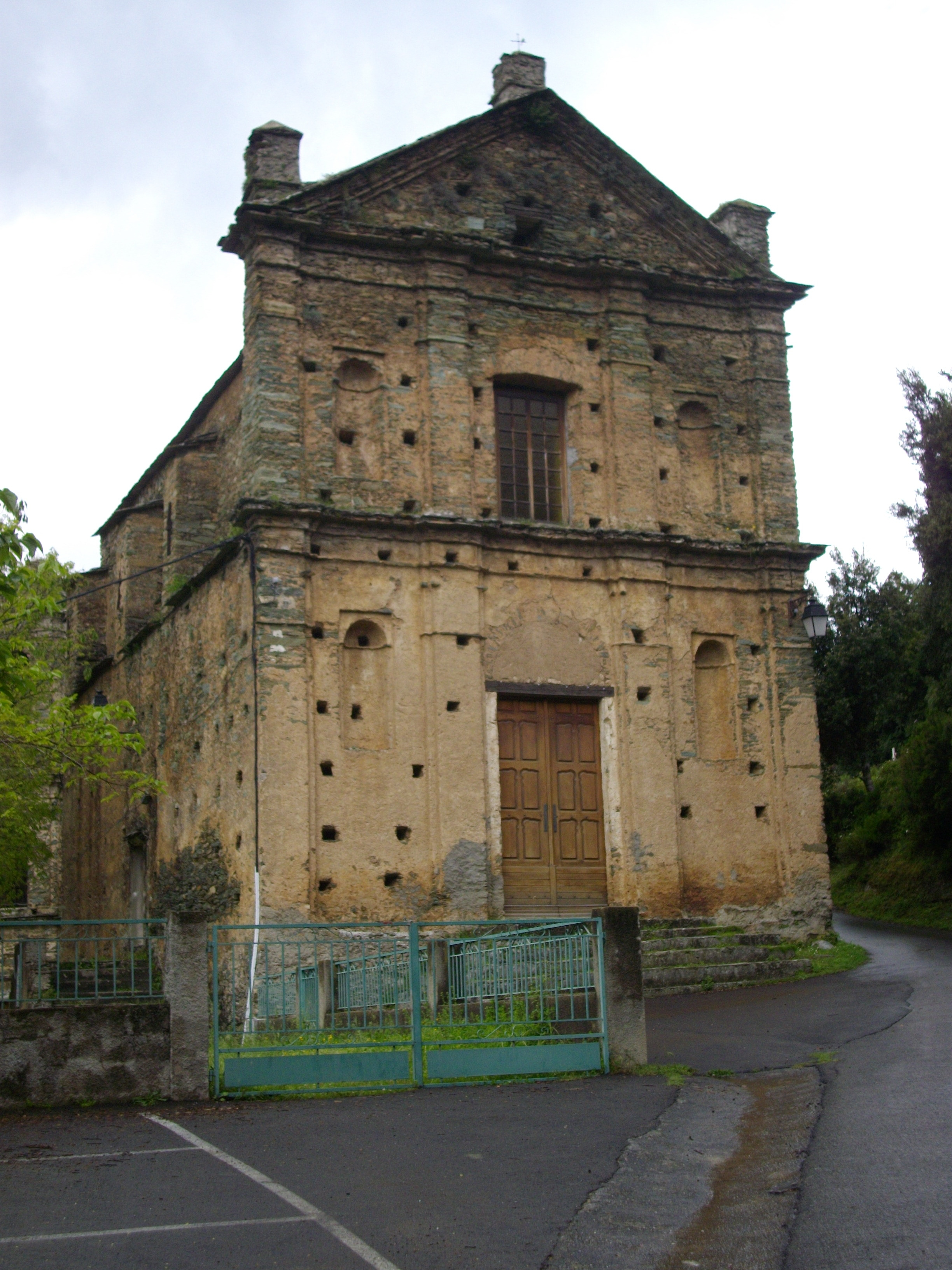
Kirche Sainte-Cécile aus dem Jahr 1646

- Kirche Sainte-Cécile aus dem Jahr 1646, restauriert im 19. Jahrhundert
- Schloss Château de Lumito
- Kapelle Sainte-Croix, erbaut im 17. oder im 18. Jahrhundert mit Turm aus dem Jahr 1870 anstelle einer vormaligen romanischen Kapelle
- romanische Kapelle San Martinu